# Batouri
Batouri is een stad in het oosten van Kameroen, ongeveer 80 kilometer van de grens met Centraal-Afrika. De stad ligt in de provincie Est met als hoofdstad Bertoua, en ligt circa 500 kilometer van de landelijke hoofdstad Yaoundé.
Batouri heeft circa 100.000 inwoners waarvan 60.000 in het stedelijke gebied en 40.000 verspreid in kleine gemeenschappen in de regio. Batouri ligt aan de rand van het oerwoud, dat het gehele zuidoosten van Kameroen bedekt. Naar het noorden begint de savanne.

## Geschiedenis
Batouri is in het begin van de twintigste eeuw gesticht door de Fransen als een bestuurlijk centrum. Het kende een relatieve bloei toen door de Fransen tabaksplantages en een verwerkingsfabriek werden gesticht.
Na de verzelfstandiging verviel de tabakscultuur. Momenteel is Batouri een agrarische gemeenschap en redelijk zelfvoorzienend. Een bron van werkgelegenheid is nog steeds het grote houtverwerkingsbedrijf. Er zijn ook talloze kleine winkels en bedrijfjes maar met een weinig gevarieerd aanbod. In de omgeving wordt goud gedolven. Uit onderzoek blijkt, dat dit metaal in belangrijke hoeveelheden aanwezig is en dat grootschalige ontginning mogelijk is. Dat wordt nu voornamelijk gedaan door Chinese en Koreaanse bedrijven, met ernstige vervuiling van oppervlaktewater en aantasting van de natuur tot gevolg.

## Achtergrond
De bevolking is veelzijdig samengesteld. Voornamelijk leden van de Bantoe wonen er in redelijke vreedzaamheid met Bamileke. Ook Bororo leven aan de rand van het stedelijk gebied met hun grote kuddes. Deze, van oorsprong, nomaden vestigen zich steeds meer omdat zij niet door het oerwoud kunnen. Binnen het district Batouri leven ook leden van de Baka-stam, pygmeeën. Veel inwoners zijn moslim, maar er zijn ook katholieken, doopsgezinden, Jehova's getuigen, adventisten, enz. Maar het animisme overheerst ook binnen de genoemde geloofsrichtingen.
Onderwijs wordt gegeven van kleuter- tot en met middelbaar onderwijs. Het College Bari is een zeer gerenommeerde middelbare school. Alhoewel de gezamenlijke spreektaal Frans is, zijn er enkele tweetalige scholen. Het probleem is dat geschoolde jongeren in Batouri nauwelijks betaald werk kunnen vinden en hun geluk in de grote steden gaan zoeken. 
Toerisme is niet ontwikkeld. Hotels zijn er nauwelijks en van een lage kwaliteit. Ook de toegankelijkheid is slecht. Alhoewel Batouri aan een van de belangrijkste wegen van Kameroen ligt, is vanaf de provinciehoofdstad Bertoua tot aan de grens met Centraal-Afrika de weg een stoffige zandpiste in het droge seizoen en een modderpoel in het regenseizoen. Een verharde autoweg tot Batouri wordt nu aangelegd. In de stad zelf zijn de wegen niet bestraat en stoffig.
Door het stof hebben veel kinderen en volwassenen longproblemen. Verder zijn malaria en TBC belangrijke doodsoorzaken, al dan niet versterkt door aids. Er zijn twee ziekenhuizen, maar de zorg is daar elementair. Ernstige zieken gaan naar Bertoua of de hoofdstad Yaoundé. Honger kent men niet, maar het voedsel is eenzijdig en zeer rijk aan koolhydraten.
Huisvesting is basaal. Deze wordt gevormd door Adobe-hutten met in de beste gevallen een golfplaten dak voor vrijwel alle inwoners. De enkele (bak)stenen gebouwen zijn slecht onderhouden. Religieuze gebouwen vormen daarop een uitzondering.

## Religie
Batouri is sinds 1994 de zetel van een rooms-katholiek bisdom.

## Partnersteden
- Deurne (Nederland)
- Leszno (Polen)